# Parafia św. Michała Archanioła i Wniebowzięcia Najświętszej Maryi Panny w Poznaniu
Parafia pw. Świętego Michała Archanioła i Wniebowzięcia Najświętszej Maryi Panny w Poznaniu-Kiekrzu – parafia rzymskokatolicka znajdująca się w archidiecezji poznańskiej w dekanacie przeźmierowskim. Erygowana w XII lub XIII wieku. Mieści się przy ulicy Chojnickiej.

## Proboszczowie
- ks. Innocenty Niewitecki (1903–1914)
- ks. Stanisław Palacz (1914)
- ks. Antoni Dukat (1914–1931)
- ks. Michał Skórnicki (1931–1967)
- ks. Andrzej Mizerny (1967–1983)
- ks. Edward Nawrot (1983–2005)
- ks. Andrzej Magdziarz (2005–2008)
- ks. Janusz Buduj (2008–2012)
- ks. Rafał Krakowiak (2012–2019)
- ks. Marian Antoniewicz (od 2019)